# 響矢春吉
響矢 春吉（ひびきや はるきち、生没年不明）は、徳島県（阿波国名西郡）出身で大坂相撲・猪名川部屋、雷部屋、武蔵川部屋に所属した元力士。本名は山口 春吉。身長体重不明。最高位は東前頭6枚目。

## 経歴
1883年1月に大坂相撲から加入。三段目に付け出される。5年後の1888年1月に新十両昇進。さらに3年後の1891年1月に新入幕を果たした。入幕を果たすまでは時間がかかったが、以後は幕内中位を維持。十両陥落後、返り咲いたのち1896年1月に廃業、実業家に転じた。

## 成績
- 幕内10場所19勝38敗34休9分預

## 改名
矢車→響矢